# エディ・グリフィン
エディ・グリフィン（Eddie Griffin,  1968年7月15日 - ）は、アメリカ合衆国の俳優・コメディアンである。

## 来歴
1968年、ミズーリ州カンザスシティに生まれる。地元の高校を卒業後、カンザス州立大学へ進学するも、3か月で中退した。その後、スタンダップコメディアンとしてキャリアをスタートさせ、1991年に『ファイブ・ハートビーツ』で映画デビュー。その後もアフリカ系アメリカ人俳優として、デンゼル・ワシントン主演の『ジョンQ -最後の決断-』や『ダブル・テイク』など、ドラマからアクション、コメディまで幅広いジャンルの作品へ出演。同時にコメディアンとしても定期的に全米各地でコメディ・ライブショーを行っており、多様な才能を発揮している。

### 私生活
1983年の16歳の頃に最初の結婚をしたが、翌年の1984年に離婚。2002年に再婚しているが、この結婚も離婚に終わり、2011年にラスベガスで3人目の妻と結婚。しかしこの結婚生活も長くは続かず、6ヶ月後に正式な離婚をした。

## 出演作品

### 映画
| 公開年 | 邦題 原題                                                    | 役名                                          | 備考                                       |
| ------ | ------------------------------------------------------------ | --------------------------------------------- | ------------------------------------------ |
| 1991   | ファイブ・ハートビーツ The Five Heartbeats                   | 腹話術師                                      | クレジット無し                             |
| 1991   | ラスト・ボーイスカウト The Last Boy Scout                    | M.C.                                          |                                            |
| 1992   | 大錯乱 Brain Donors                                          | メッセンジャー                                | 日本劇場未公開                             |
| 1993   | コーンヘッズ Coneheads                                       | Customer                                      |                                            |
| 1993   | スーパーヒーロー/メテオマン The Meteor Man                   | マイケル                                      | 日本劇場未公開                             |
| 1994   | クレイジー＋ファンキー＋ハイパー＋パワービート House Party 3 | Guest at Kid's Bachelor Party                 | 日本劇場未公開 クレジット無し              |
| 1998   | アルマゲドン Armageddon                                      | バイクメッセンジャー                          |                                            |
| 1999   | デュース・ビガロウ、激安ジゴロ!? Deuce Bigalow: Male Gigolo  | T・J・ヒックス                                | 日本劇場未公開                             |
| 1999   | モッド・スクワッド The Mod Squad                             | ソニー                                        | 日本劇場未公開                             |
| 2000   | ヴァージン・ハンド Picking Up the Pieces                     | セディエント                                  |                                            |
| 2001   | ダブル・テイク Double Take                                   | フレディ・ティファニー                        | 日本劇場未公開                             |
| 2002   | ジョンQ -最後の決断- John Q.                                 | レスター・マシューズ                          |                                            |
| 2002   | ニュー・ガイ The New Guy                                     | ルーサー                                      |                                            |
| 2002   | アンダーカバー・ブラザー Undercover Brother                  | アンダーカバー・ブラザー/アントン・ジャクソン |                                            |
| 2002   | ピノッキオ Pinocchio                                         | ネコ                                          | 英語版音声                                 |
| 2003   | 最'狂'絶叫計画 Scary Movie 3                                 | オーフィアス                                  |                                            |
| 2004   | ネイビー・ブラスト Blast                                     | ラモント・ディクソン                          | 日本劇場未公開                             |
| 2004   | マイ・ベイビーズ・ダディ My Baby's Daddy                     | ロニー                                        | 日本劇場未公開                             |
| 2005   | デュース・ビガロウの旅ジゴロ Deuce Bigalow: European Gigolo  | T・J・ヒックス                                | 日本劇場未公開、2017年にNetflixで配信      |
| 2006   | 最'愛'絶叫計画 Date Movie                                    | フランク・ジョーンズ                          | 日本劇場未公開                             |
| 2007   | マッド・ファット・ワイフ Norbit                              | ポープ・スイート・ジーザス                    | 日本劇場未公開                             |
| 2007   | レッドライン Redline                                         | インフェイマス                                |                                            |
| 2007   | 沈黙の報復 Urban Justice                                     | アーマンド・タッカー                          | アメリカではビデオスルー、日本では劇場公開 |
| 2015   | アメリカン・ヒーロー American Hero                           | ルシル                                        |                                            |
| 2018   | アリー/ スター誕生 A Star Is Born                            | 牧師                                          |                                            |
| 2020   | カムバック・トゥ・ハリウッド!! The Comeback Trail            | デヴィン・ウィルトン                          |                                            |

### テレビ
| 放映年 | 邦題 原題                    | 役名 | 備考                                  |
| ------ | ---------------------------- | ---- | ------------------------------------- |
| 2014   | ブーンドックス The Boondocks | 本人 | シーズン4 第2話 "Good Times" 声の出演 |